# Uehara Yūsaku
El vizconde Uehara Yūsaku  (上原 勇作?  6 de diciembre de 1856 – 8 de noviembre de 1933) fue un mariscal de campo del Ejército Imperial Japonés, así como fue el fundador del Cuerpo de Ingeniería del Ejército Imperial Japonés. Su esposa era hija del general Nozu Michitsura.

## Biografía

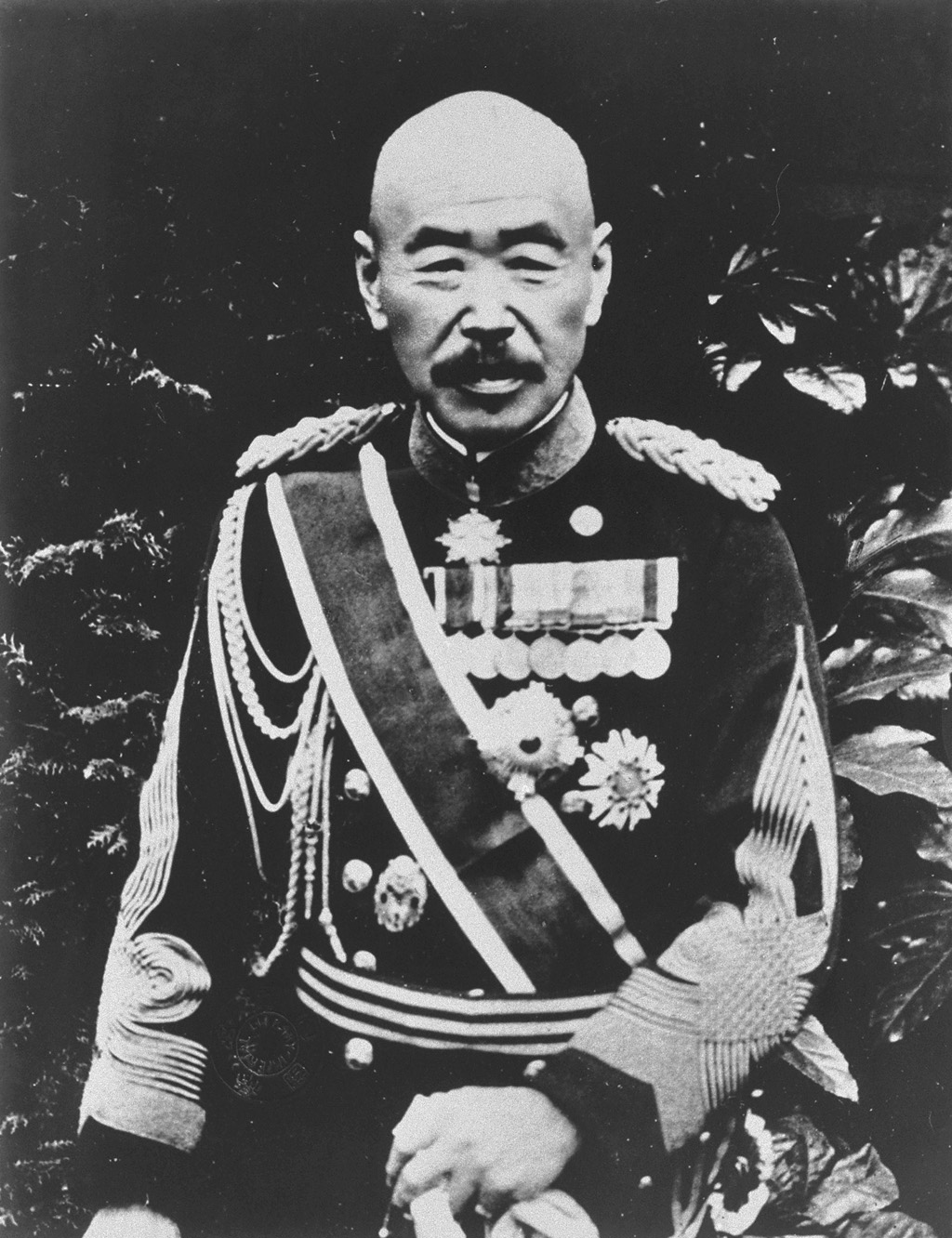
Vizconde Uehara Yusaku

### Carrera temprana
Uehara nació como Tatsuoka Shinaga en Miyakonojō, provincia de Hyūga (en la actual prefectura de Miyazaki), como el segundo hijo de un samurái al servicio del Dominio Satsuma. En 1875 fue adoptado por la familia Uehara, una rama cadete del clan Shimazu, y cambió su nombre a Uehara Yūsaku. Más tarde, se graduó en la Academia del Ejército Imperial Japonés en 1879, donde Akiyama Yoshifuru fue uno de sus compañeros de clase. Su especialización fue en ingeniería militar. En junio de 1881, fue comisionado a Francia con el propósito de estudiar las técnicas militares contemporáneas, abarcando la fortificación y la artillería. Posteriormente, ascendió al rango de teniente en septiembre de 1882 y a capitán en junio de 1885, mientras aún se encontraba en Francia. Tras su regreso a Japón en diciembre de 1885, ocupó diversos cargos administrativos en el Estado Mayor del EIJ. En 1889, fue enviado a Europa como agregado militar. Posteriormente, ascendió al rango de mayor en mayo de 1890 y fue asignado a la 5.ª División del IJA, bajo el mando de su suegro, el general Nozu Michitsura.
Uehara captó la atención de Kawakami Soroku y fue reclutado para integrarse en su círculo de «mentes brillantes». En agosto de 1892, Uehara fue designado ayudante de campo del príncipe Arisugawa Taruhito y, simultáneamente, asumió el rol de instructor en la Escuela de Estado Mayor del Ejército. De julio a noviembre de 1893, fue destinado como agregado militar en Annam y Siam, donde llevó a cabo diversas misiones de observación y evaluación. A partir de junio de 1894, fue enviado a Corea para participar en las operaciones durante la Rebelión Donghak. Con el estallido de la primera guerra sino-japonesa, Uehara fue asignado directamente al general Ōshima Yoshimasa, quien lideró a las fuerzas japonesas en la Batalla de Seonghwan, en las afueras de Asan, al sur de Seúl. Este enfrentamiento marcó el primer combate terrestre de la guerra, en el que las tropas japonesas obtuvieron una significativa victoria sobre las fuerzas chinas. Uehara formaba parte del personal del 1.er Ejército del EIJ, bajo el mando del general Nozu Michitsura. Durante su despliegue en Corea, fue promovido al rango de teniente coronel en septiembre de 1894.
Ascendió al cargo de jefe de Estado Mayor del 1.er Ejército del Ejército Imperial Japonés en marzo de 1895. En mayo del mismo año, fue reasignado a la 2.ª Oficina del Estado Mayor. En marzo de 1896, recibió la encomienda de acompañar al Príncipe Fushimi Sadanaru como parte de la delegación oficial de Japón a la coronación del zar Nicolás II de Rusia. La delegación permaneció en Rusia hasta agosto, período durante el cual Uehara fue oficialmente reasignado al 4.º Buró del Estado Mayor. Al regresar a Japón, fue promovido al rango de coronel en octubre de 1897. En 1899, desempeñó el papel de delegado japonés en la Convención de La Haya.

### Como general
En julio de 1900, Uehara fue promovido al rango de mayor general y designado comandante de la Escuela de Artillería del Ejército. Posteriormente, entre agosto de 1903 y febrero de 1904, cumplió una destacada misión como agregado militar en Europa. Con el estallido de la guerra ruso-japonesa, Uehara fue designado jefe de personal del Cuarto Ejército japonés, bajo el mando del general Nozu Michitsura. Según diversos relatos, el general Nozu era conocido por su personalidad exigente y compleja, siendo su yerno una de las pocas personas que lograba mantener una relación armoniosa con él. No obstante, Uehara tuvo numerosos desacuerdos con el general Kageaki Kawamura, manteniendo una relación conflictiva con él a lo largo de su carrera.
Fue promovido al rango de teniente general en julio de 1906 y, en septiembre del año siguiente, recibió el título de barón (danshaku) en la nobleza kazoku. En diciembre de 1908, Uehara fue designado comandante de la 7.ª División del EIJ. Su nombramiento generó cierta controversia, pues era la primera vez que un oficial de ingeniería asumía el cargo de comandante de división. El nombramiento recibió el respaldo del general Terauchi Masatake, y Uehara solicitó explícitamente una asignación alejada de Tokio para evitar posibles interferencias del Ministerio del Ejército, dominado por Choshu. La 7.ª División del EIJ, bajo su mando, era una unidad de guarnición estacionada en Asahikawa, Hokkaido. Desde septiembre de 1911, asumió el comando de la 11.ª División del Ejército Imperial Japonés.
En diciembre de 1912, Uehara fue designado Ministro del Ejército en el segundo gabinete del primer ministro Saionji Kinmochi. Debido a la política fiscal rigurosa que seguía el gobierno civil, Uehara pronto se vio envuelto en conflictos con el ejército, que exigía un incremento en la financiación para la creación de dos nuevas divisiones de infantería. Cuando Uehara dimitió como ministro del Ejército en virtud de este conflicto, el resto del gabinete presentó su renuncia en bloque debido a que el Ejército se negó a designar un sucesor. Este hecho desencadenó el colapso del gobierno de Saionji, conocido como la "Crisis Política de Taisho".
De marzo a mayo de 1913, Uehara fue comandante de la 3.ª División del IJA . En abril de 1914, fue nombrado Inspector General de Instrucción Militar, el tercer puesto más prestigioso del Ejército. En febrero de 1915, Uehara fue ascendido a general y se convirtió en miembro del Consejo Supremo de Guerra ; también se convirtió en Jefe del Estado Mayor del Ejército Imperial Japonés, permaneciendo en este puesto más tiempo que cualquier otra persona antes o después (con la excepción de un miembro de la Casa Imperial ). Mientras ocupó este cargo, autorizó la Intervención Siberiana en apoyo de las fuerzas rusas blancas contra el Ejército Rojo bolchevique en la guerra civil rusa .
En abril de 1921, Uehara fue promovido al rango de mariscal, y su título de kazoku fue elevado a shishaku (vizconde).Poco después de su jubilación, asumió la presidencia de la asociación Kaikosha, que agrupa a veteranos jubilados.
Uehara falleció en 1933 a la edad de 77 años en su residencia de Tokio, debido a una úlcera péptica y una enfermedad cardiovascular. Su tumba se encuentra en el cementerio de Aoyama, en Tokio.

## Condecoraciones
- 1893 –  Orden del Sagrado Tesoro, 6.ª clase[5]
- 1895 –  Orden del Sol Naciente, 5.ª clase[6]
- 1895 –  Orden del Milano Dorado, 4.ª clase[6]
- 1896 –  Orden del Sagrado Tesoro, 5.ª clase[7]
- 1899 –  Orden del Sol Naciente, 4.ª clase[8]
- 1901 –  Orden del Sol Naciente, 2.ª clase[9]
- 1906 –  Orden del Milano Dorado, 2.ª clase[10]
- 1908 –  Gran Cordón de la Orden del Sagrado Tesoro[11]
- 1915 – Gran Cordón de la Orden del Sol Naciente[12]
- 1920 – Orden del Sol Naciente con Flores de Paulownia[13]
- 1933 – Gran Cordón de la Suprema Orden del Crisantemo[14] (póstumo)